# Оствальд (лунный кратер)
Кратер Оствальд (лат. Ostwald) — большой древний ударный кратер в экваториальной области обратной стороны Луны. Название присвоено в честь русского и немецкого физико-химика и философа-идеалиста Вильгельма Фридриха Оствальда (1853—1932) и утверждено Международным астрономическим союзом в 1970 г. Образование кратера относится к донектарскому периоду.

## Описание кратера

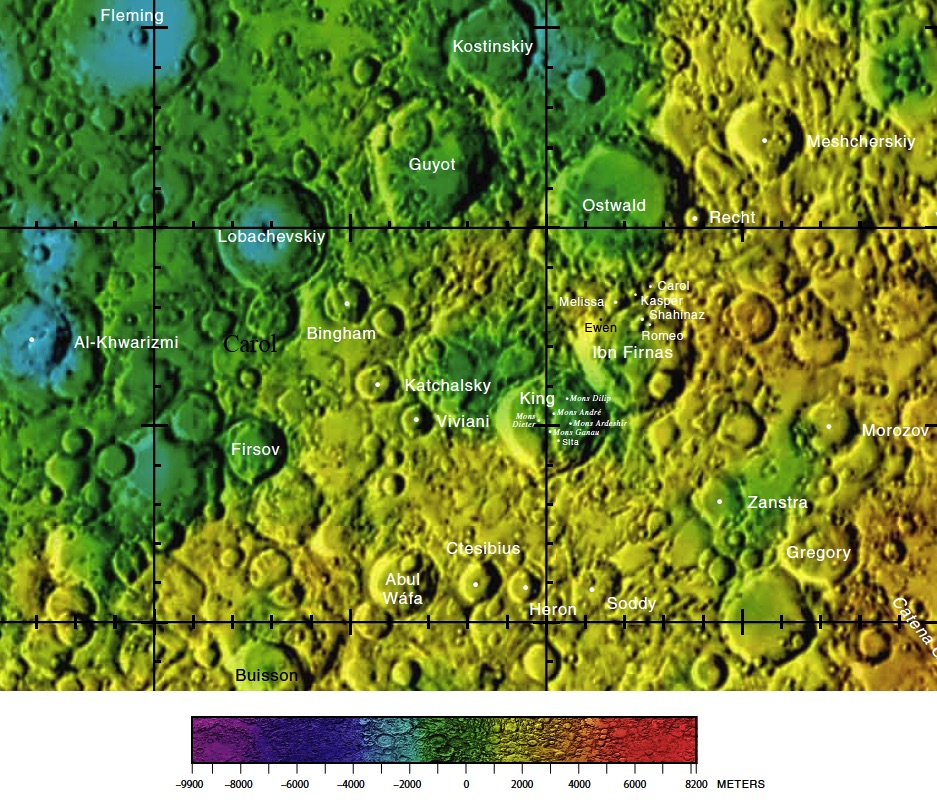
Окрестности кратера Оствальд. Фрагмент карты обратной стороны Луны.

Ближайшими соседями кратера являются кратер Гюйо на западе-северо-западе; кратер Костинский на северо-западе; кратер Мещерский на северо-востоке; кратер Рехт, примыкающий к восточно-юго-восточной части вала кратера Оствальд, и кратер Ибн Фирнас на юге (вместе с маленькими кратерами Кэрол, Каспер, Мелисса, Эвен, Ромео и Шахиназ). Селенографические координаты центра кратера 10°14′ с. ш. 121°57′ в. д. / 10,24° с. ш. 121,95° в. д., диаметр 108 км, глубина 2,9 км.
Кратер Оствальд имеет полигональную форму с небольшой впадиной в юго-восточной части и значительно разрушен. Вал сглажен и отмечен множеством мелких кратеров. Западную часть внутреннего склона прорезают две цепочки кратеров. Высота вала над окружающей местностью достигает 1510 м, объем кратера составляет приблизительно 10900 км³. Дно чаши сравнительно ровное, испещрено множеством мелких кратеров. Южнее центра чаши расположены два соединенных округлых пика.

## Сателлитные кратеры

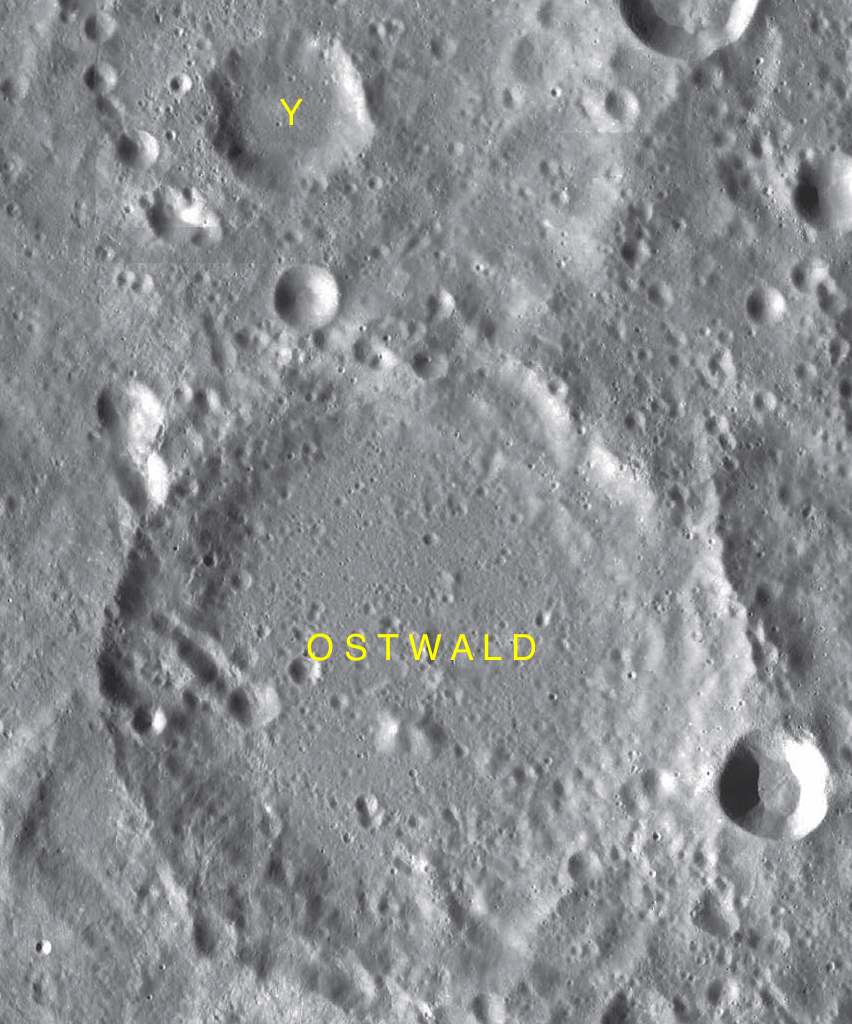
Фрагмент карты LAC-65.

| Оствальд | Координаты                                              | Диаметр, км |
| -------- | ------------------------------------------------------- | ----------- |
| Y        | 13°29′ с. ш. 121°13′ в. д. / 13,49° с. ш. 121,21° в. д. | 27,0        |